# INDEX ebooks
A INDEX ebooks é uma editora especializada em literatura gay, criada em 2012, apostada em publicar em formato ebook e impressão a pedido..
Entre as obras que a INDEX ebooks publicou conta-se o O Corredor de Fundo, a primeira tradução para português do best-seller de Patricia Nell Warren, que foi o primeiro romance gay a chegar a lista de best-sellers do New York Times. Também tem vindo a publicar o Dicionário de Literatura Gay, aquela que é considerada a maior obra de referência em Portugal sobre livros e autores, personagens, editores, chancelas, livrarias e livreiros, concursos e prémios literários associados ao universo da Literatura Lésbica, Gay, Bissexual, Transgénero e Queer de Portugal e em português.